# Noordsche Veld

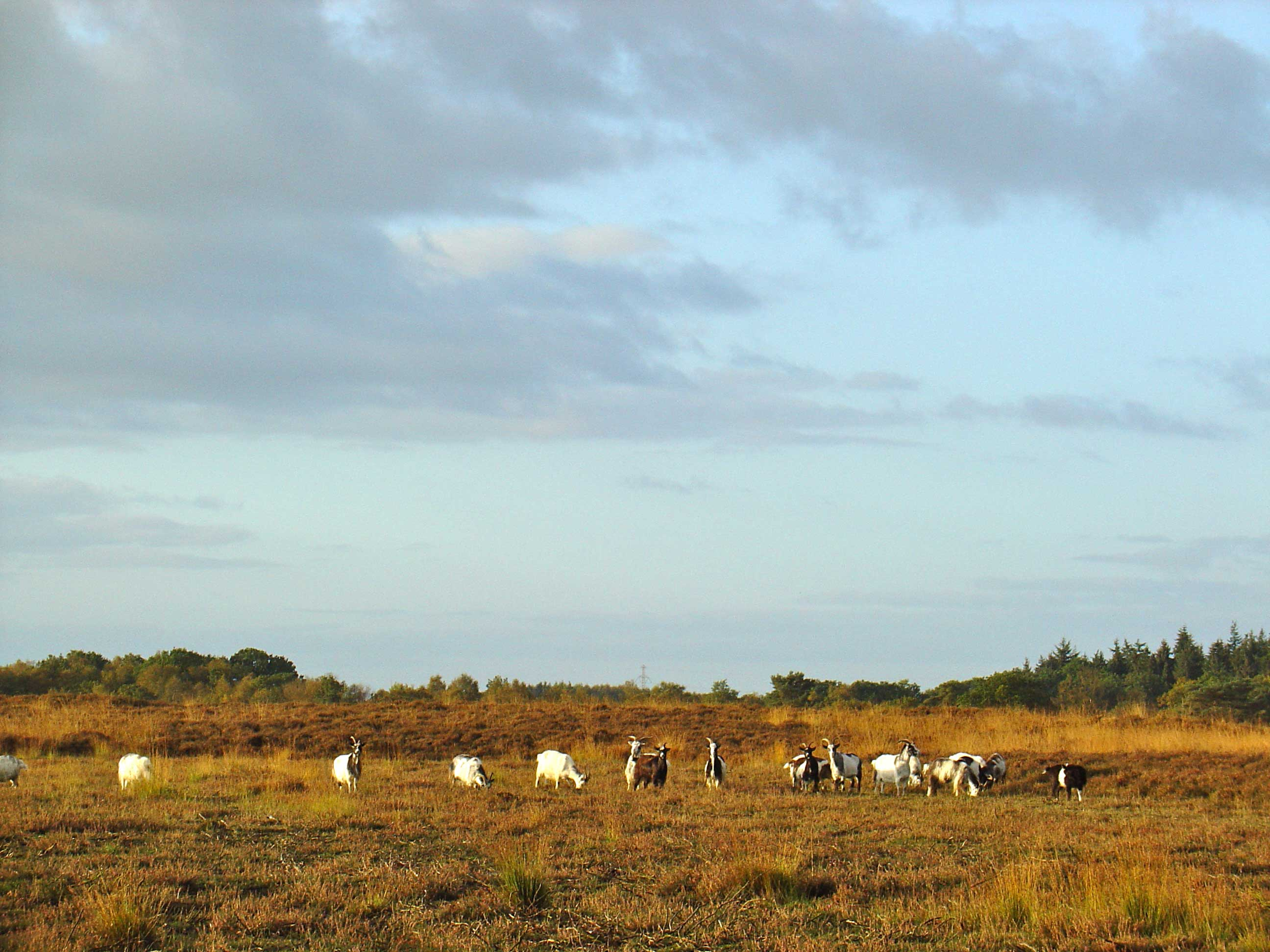
Het Noordsche Veld vanaf de noordzijde gezien

Het Noordsche Veld is een uit bos, heide en beekdalgraslanden bestaand natuurgebied van Staatsbosbeheer. Het gebied ligt in Drenthe, ongeveer 1,5 km ten noordoosten van het dorpje Peest, maar hoorde vroeger tot de marke van Zeijen. Het Noordsche veld ligt op een rug van keileem. Ongeveer 100 ha van dit gebied is heide.
Het Noordsche Veld is een archeologisch interessant gebied. Er bevindt zich een groot complex raatakkers (prehistorische akkers, ook wel celtic fields genoemd) en een groot aantal grafheuvels. Deze dragen de naam de Negen Bergen, hoewel er meer te tellen zijn.
Voor de Tweede Wereldoorlog waren er nog meer grafheuvels te zien. De Duitse bezetter heeft echter op het Noordsche Veld een schijnvliegveld aangelegd en daarbij is veel vernield. Het "vliegveld", compleet met houten vliegtuigen, was als afleiding bedoeld, vooral vanuit de lucht gezien. Men hoopte dat dit zou worden gebombardeerd en niet het nabijgelegen militaire vliegveld. Dit laatste lag (het is geheel verdwenen) ten zuiden van Norg, enkele kilometers naar het westen van het Noordsche Veld, tussen Zuidvelde en Peest. Alleen het bosje met de (bij)naam Benzinebos - de voormalige locatie van de brandstofopslag - herinnert nog aan het vliegveld.